# Marie Laure de Decker
Marie Laure de Decker (Annaba, 2 de agosto de 1947-Toulouse, 15 de julio de 2023) fue una fotógrafa y periodista francesa.

## Biografía
Fotografió a personalidades como Man Ray, Gabriel García Márquez, Duchamp y Arrabal, entre otras. Trabajó para Agencia Gamma.
Fue reconocida por su fotografía de guerra, incluida su cobertura de la Guerra de Vietnam. También cubrió conflictos en países como Yemen, Chad y Sudáfrica.
Decker fue de las principales fotógrafas francesas contemporáneas. Importantes museos le han dedicado diversas exposiciones retrospectivas, reconociendo su obra a nivel internacional.
Contrajo matrimonio con Thierry Levy, fue madre de dos hijos Pablo y Balthazar.

### Libros
- 2001, Vivre pour voir, (ISBN 978-2-914426-10-7)
- 2010, Apartheid. (ISBN 978-2-36104-005-5)

## Filmografía
- 1998, L'inconnu de Strasbourg.
- 2001, Daresalam
- 1982, Cinéma cinémas